# 碧夜蛾属
碧夜蛾属（学名：Bena）是瘤蛾科的一属。

## 下属物种
本属包括以下物种：
- Bena bicolorana (Füssly, 1775)
- 淑碧夜蛾 Bena sylpha